# Jim Miller
James Miller (Municipio de Sparta, Nueva Jersey, 30 de agosto de 1983) es un artista marcial mixto estadounidense que actualmente compite en la categoría de peso ligero de Ultimate Fighting Championship (UFC). Actualmente, ostenta los récords de mayor cantidad de peleas, mayor cantidad de victorias (en general) y mayor cantidad de victorias en la historia de la división de peso ligero de UFC. Es el único peleador que ha competido en los eventos múltiplos de 100; es decir UFC 100, UFC 200 y UFC 300.

## Carrera de artes marciales mixtas
Miller comenzó a entrenar las artes marciales mixtas en 2005, cuando comenzó a entrenar en el Planet Jiu Jitsu (Sparta NJ) con su hermano Dan Miller. Entró en el deporte con un fondo en la lucha libre. Miller creció en Sparta Township, Nueva Jersey, y compitió en lucha libre en la escuela de secundaria de Sparta, así como un año de lucha colegial en Virginia Tech. En la actualidad es cinturón negro en Jiu-Jitsu Brasileño bajo Jamie Cruz.

### Ultimate Fighting Championship
Miller hizo su debut promocional en UFC 89, donde derrotó a David Baron a través de una sumisión (rear-naked choke) en la tercera ronda.
Miller se enfrentó a Matt Wiman en UFC: Fight for the Troops. Miller dominó a Wiman durante las tres rondas ganando por decisión unánime (30-27, 30-27, 30-26).
Miller se enfrentó a Gray Maynard en UFC 96. Maynard derrotó a Miller por decisión unánime.
En UFC 100, Miller ganó por decisión unánime al ganador de TUF Mac Danzig.
Miller se enfrentó al debutante en UFC Steve López quien intervino para reemplazar a Thiago Tavares. Miller ganó después de que López se lesionara el hombro en la segunda ronda.
Su siguiente pelea sería contra Duane Ludwig en UFC 108. Miller derrotó a Ludwig con una sumisión (armbar) a los 2:31 de la primera ronda.
En UFC 111 Miller se enfrentó a Marck Bocek. Después de tres rondas muy reñidas, Miller obtuvo la victoria por decisión unánime.
Miller se enfrentó a Gleison Tibau en UFC Fight Night 22. Miller ganó por decisión unánime.
Miller se enfrentó al muy elogiado Charles Oliveira el 11 de diciembre de 2010 en UFC 124. Miller derrotó a Oliveira a través de una sumisión (kneebar) para extender su racha de victorias a seis y ganar el premio a la Sumisión de la Noche.
Miller derrotó a Kamal Shalorus el 19 de marzo de 2011 en UFC 128.
Miller se enfrentó a Benson Henderson el 14 de agosto de 2011 en UFC on Versus 5. Él perdió la pelea por decisión unánime (30-27, 29-28, 30-26).
Su siguiente rival sería Melvin Guillard en el evento principal de UFC on FX 1. Miller derrotó a Guillard a través de una sumisión (rear-naked choke) en la primera ronda.
Miller se enfrentó a Nate Diaz el 5 de mayo de 2012 en el evento principal de UFC on Fox 3. Diaz derrotó a Miller por sumisión (por primera vez en su carrera profesional) de guillotina en la segunda ronda.
Miller se enfrentó a Joe Lauzon el 29 de diciembre de 2012 en UFC 155, en sustitución del lesionado Gray Maynard. Él ganó la pelea por decisión unánime, ganando así el premio a la Pelea de la Noche. El triunfo también dio a Miller el mayor número de victorias en la categoría de peso ligero en la historia de UFC.

#### 2013
Miller enfrentó a Pat Healy el 27 de abril de 2013, en UFC 159. Perdió la pelea por sumisión en el tercer asalto. Esta pelea lo hizo merecedor de su tercer premio de Pelea de la Noche Healy dio positivo por marihuana y el resultado de la pelea fue cambiado a Sin Resultado.
Miller enfrentó a Fabrício Camões el 28 de diciembre de 2013, en UFC 168. El par estaba programado para enfrentarse inicialmente en 2008 en IFL 22 pero la pelea fue cancelada luego de que Camões fuera forzado a retirarse de la pelea por una lesión. Miller ganó la pelea por sumisión en el primer asalto.

#### 2014
Miller estaba programado para enfrentar a Bobby Green el 26 de abril de 2014, en UFC 172. Sin embargo, en la semana antes del evento, Green se retiró de la pelea por una lesión y fue reemplazado por Yancy Medeiros. Miller ganó la pelea por sumisión en el primer asalto.
Miller enfrentó a Donald Cerrone el 16 de julio de 2014, en UFC Fight Night 45.  Perdió la pelea por KO en el segundo asalto.

#### 2015
Miller estaba pgoramado para enfrentar a Paul Felder el 18 de abril de 2015, en UFC on Fox 15.  Sin embargo, Felder fue forzado a retirarse de la pelea por una lesión en la rodilla y fue reemplazado por Beneil Dariush. Miller perdió la pelea por decisión unánime.
Miller enfrentó a Danny Castillo el 25 de julio de 2015, en UFC on Fox 16, reemplazando a Rustam Khabilov que se había retirado de la pelea por problemas de visa. Ganó la pelea por decisión dividida.
Miller enfrentó a Michael Chiesa el 10 de diciembre de 2015, en UFC Fight Night 80.  Perdió la pelea por sumisión en el segundo asalto.  Esta pelea lo hizo merecedor de su cuarto premio de Pelea la Noche.

#### 2016
Miller enfrentó a Diego Sánchez el 5 de marzo de 2016, en UFC 196. Perdió la pelea por decisión unánime.
Miller enfrentó al ex-Campeón de Peso Ligero de Pride FC Takanori Gomi el 9 de julio de 2016, en UFC 200. Ganó la pelea por TKO en el primer asalto.
Miller tuvo una revancha con Joe Lauzon el 27 de agosto de 2016, en UFC on Fox 21. Ganó la pelea por decisión dividida. Esta victoria lo hizo merecedor del premio de Pelea de la Noche.
Miller enfrentó a Thiago Alves el 12 de noviembre de 2016, en UFC 205. En el pesaje, Alves no dio el peso por seis libras, pesando 162.6 libras. Miller, quien ya estaba en peso, tuvo que rehidratar para mantener una diferencia de peso de 7 libras. Por ello, pesó 157.6 libras y la pelea continuó en un peso pactado. Comisión Atlética de Nueva York y los oficiales de UFC indicaron que Alves no debía pesar más de 173 libras el día de la pelea o la pelea sería cancelada. Como resultado, Alves fue multado con un 20% de su bolsa, que fue hacia Miller. Ganó la pelea por decisión unánime.

#### 2017
Miller enfrentó a Dustin Poirier el 11 de febrero de 2017, en UFC 208. Perdió la pelea por decisión mayoritaria. Ambos recibieron el premio de Pelea de la Noche.
Miller enfrentó a Anthony Pettis el 8 de julio de 2017, en UFC 213. Perdió la pelea por decisión mayoritaria.
Miller enfrentó a Francisco Trinaldo el 28 de octubre de 2017, en UFC Fight Night 119.  Perdió la pelea por decisión unánime.

#### 2018
Miller enfrentó a Dan Hooker el 21 de abril de 2018, en UFC Fight Night 128. Perdió la pelea por KO en el primer asalto.
Miller enfrentó a Alex White el 8 de septiembre de 2018, en UFC 228. Ganó la pelea por sumisión en el primer asalto. Miller se convirtió en el primer peleador de UFC en tener 30 peleas en la organización y ganar 17 peleas en su división de peso ligero.
Miller enfrentó a Charles Oliveira en una revancha el 15 de diciembre de 2018, en UFC on Fox 31. Perdió la pelea por sumisión en el primer asalto.

#### 2019
Miller enfrentó a Jason González el 27 de abril de 2019, en UFC Fight Night: Jacaré vs. Hermansson. Ganó la pelea por sumisión en el primer asalto. Esta victoria lo hizo merecedor de su primer premio de Actuación de la Noche.
Miller enfrentó a Clay Guida el 3 de agosto de 2019, en UFC on ESPN 5. Ganó la pelea por sumisión técnica en el primer asalto.

#### 2020
Miller enfrentó a Scott Holtzman el 15 de febrero de 2020, en UFC Fight Night 167. Perdió la pelea por decisión unánime. Esta pelea lo hizo merecedor de su séptimo premio de Pelea de la Noche.
Miller enfrentó a Roosevelt Roberts el 20 de junio de 2020, en UFC on EPSN: Blaydes vs. Volkov. Ganó la pelea por sumisión verbal en el primer asalto. Esta pelea lo hizo merecedor del premio de Actuación de la Noche.
Miller enfrentó a Vinc Pichel el 15 de agosto de 2020, en UFC 252. Perdió la pelea por decisión unánime.

#### 2021
Miller estaba programado para enfrentar a Bobby Green el 13 de febrero de 2021, en UFC 258. Sin embargo, la pelea fue cancelada luego de que Green colapsara luego del pesaje.
Miller enfrentó a Joe Solecki el 10 de abril de 2021, en UFC on ABC 2. Perdió la pelea por decisión unánime.
Miller estaba programado para enfrentar a Nikolas Motta el 18 de septiembre de 2021, en UFC Fight Night 192. Sin embargo, Miller dio positivo por COVID-19 y se retiró del evento. Esto marcó la primera ve que Miller se retiraba de una pelea en su carrera de 49 peleas.
Miller enfrentó a Erick González el 16 de octubre de 2021, en UFC Fight Night 195. Ganó la pelea por KO en el segundo asalto. Esta victoria lo hizo merecedor del premio de Actuación de la Noche.

#### 2022
La pelea entre Miller y Nikolas Motta finalmente se llevó a cabo el 19 de febrero de 2022, en UFC Fight Night 201. Miller ganó la pelea por TKO en el segundo asalto. Con esta victoria, Miller empató a Donald Cerrone por la mayor cantidad de victoria en la historia de UFC con veintitrés (23).
Miller estaba programado para enfrentar a Bobby Green por tercera vez el 2 de julio de 2022, en UFC 276. La semana antes del evento, Green fue forzado a retirarse de la pelea y Miller fue programado para una revancha en peso wélter contra Donald Cerrone. Miller ganó la pelea por sumisión en el segundo asalto. Con esta victoria, Miller rompió el récord por la mayor cantidad de victorias en la historia de UFC.

#### 2023
Miller estaba programado para enfrentar a Gabriel Benítez el 18 de febrero de 2023, en UFC Fight Night 219.  Sin embargo, Benítez se retiró de la pelea por razones no reveladas y fue reemplazado por Alexander Hernandez. Perdió la pelea por decisión unánime.
Miller estaba programado para enfrentar a Ľudovít Klein el 3 de junio de 2023, en UFC on ESPN 46. Sin embargo, Klein se retiró de la pelea por una lesión y fue reemplazado por Jared Gordon. Más tarde, Gordon fue retirado de la pelea en la semana del evento luego de no ser declarado médicamente apto y fue reemplazado por el debutante Jesse Butler. Miller ganó la pelea por KO en el primer asalto. Esta victoria lo hizo merecedor de su cuarto premio de Actuación de la Noche.

#### 2024
Miller enfrentó a Gabriel Benítez el 13 de enero de 2024, en UFC Fight Night 234. Ganó la pelea por sumisión en el tercer asalto. Esta victoria lo hizo merecedor de su quinto premio de Actuación de la Noche.
Miller enfrentó a Bobby Green 13 de abril de 2024, en UFC 300. Perdió la pelea por decisión unánime.

## Vida personal
Jim se casó en 2008. La pareja tiene cuatro hijos, y su primer hijo nació en junio de 2010. Antes de empezar con sus carreras de artes marciales mixtas, Jim y su hermano trabajaron en construcción con su padre. Desde la primavera de 2013, Miller ha sufrido de la Enfermedad de Lyme, que los médicos tardaron en diagnosticar. Sin embargo, desde su dianóstico, Miller ha sido capaz de aliviar los síntomas de la enfermedad cambiando su nutrición.

## Campeonatos y logros

### Artes marciales mixtas
- Ultimate Fighting Championship
- Pelea de la Noche (Siete veces) vs. Matt Wiman, Joe Lauzon (2), Pat Healy, Michael Chiesa, Dustin Poirier, y Scott Holtzman[96][97][98][99][100][101][102]
  - Empatado (con Joe Lauzon, Diego Sánchez y Justin Gaethje) por la quinta mayor cantidad de bonos de Pelea de la Noche en la historia de UFC (7)
  - Pelea del Año (2012) vs. Joe Lauzon[103]
- Actuación de la Noche (Cinco veces) vs. Jason González, Roosevelt Roberts, Erick González, Jesse Butler y Gabriel Benítez[104][105][106][87][89]
- Sumisión de la Noche (Tres veces) vs. David Baron, Charles Oliveira, y Melvin Guillard[107][108][109]
  - Empatado (con Joe Lauzon) por la cuarta mayor cantidad de bonos post-pelea en la historia de UFC (15)
  - Empatado (con Donald Cerrone) por la segunda mayor cantidad de bonos post-pelea en la historia de la división de peso ligero de UFC (14)
- Mayor cantidad de victorias en la historia de UFC (26)[110]
  - Mayor cantidad de victorias en la historia de la división de peso ligero de UFC (23)[111]
  - Empatado (con Dan Henderson) por la tercera mayor cantidad de victorias en la historia de Zuffa, LLC (UFC, Pride, WEC, Strikeforce) (26)
- Mayor cantidad de peleas en la historia de UFC (43)[112]
  - Mayor cantidad de peleas en la historia de la división de peso ligero de UFC (40)[112]
  - Tercero con la mayor cantidad de peleas en la histoira de Zuffa, LLC (UFC, Pride, WEC, Strikeforce) (43) (detrás de Donald Cerrone y Andrei Arlovski)
- Segundo con la mayor cantidad de finalizaciones en la historia de UFC (18)
  - Empatado (con Charles Oliveira) por la mayora cantidad de finalizaciones en la historia de la división de peso ligero de UFC (10)[111]
  - Mayor cantidad de finalizaciones en el primer asalto en la historia de UFC (11)
- Segundo con la mayor cantidad de victorias por sumisión en la historia de UFC (12)
  - Segundo con la mayor cantidad de victorias por sumisión en la historia de la división de peso ligero de UFC (10)[112]
  - Mayor cantidad de intentos de sumisión en la historia de UFC (47)[112]
- Mayor cantidad de tiempo de pelea en la historia de la división de peso ligero de UFC (6:32:47)
  - Quinto con la mayor cantidad de tiempo de peleas en la historia de UFC (6:56:44)
- Mayor cantidad de peleas por decisión en la historia de la división de peso ligero de UFC (18)
  - Cuarto con la mayor cantidad de peleas por decisión en la historia de UFC (19)
- United States Kickboxing Association
  - Campeonato de Peso Wélter de USKBA[113][114]
- Cage Fury Fighting Championships
  - Campeonato de Peso Ligero de Cage Fury Fighting Championships (Una vez)
    - Una defensa titular exitosa
- MMAJunkie.com
  - Sumisión del Mes de abril de 2019 vs. Jason González[115]
  - Sumisión del Mes de agosto de 2019 vs. Clay Guida[116]
- Reality Fighting
  - Campeonato de Peso Ligero de Reality Fighting (Una vez)
  - Campeonato de Peso Pluma de Reality Fighting (Una vez)
- Sherdog
  - 2012 All-Violence First Team[117]

## Récord en artes marciales mixtas
| Récord profesional | Récord profesional | Récord profesional |
| 57 peleas          | 37 victorias       | 19 derrotas        |
| ------------------ | ------------------ | ------------------ |
| Nocaut             | 7                  | 2                  |
| Sumisión           | 20                 | 3                  |
| Decisión           | 10                 | 14                 |
| Sin resultado      | 1                  | 1                  |

| Resultado     | Récord    | Oponente            | Método                              | Evento                                     | Fecha                    | Ronda | Tiempo | Localización                     | Notas |
| ------------- | --------- | ------------------- | ----------------------------------- | ------------------------------------------ | ------------------------ | ----- | ------ | -------------------------------- | --- |
| Derrota       | 37–18 (1) | Bobby Green         | Decisión (unánime)                  | UFC 300                                    | 13 de abril de 2024      | 3     | 5:00   | Las Vegas, Nevada                | |
| Victoria      | 37-17 (1) | Gabriel Benítez     | Sumisión (face crank)               | UFC Fight Night: Ankalaev vs. Walker 2     | 13 de enero de 2024      | 3     | 3:25   | Enterprise, Nevada               | Actuación de la Noche. |
| Victoria      | 36–17 (1) | Jesse Butler        | KO (puñetazo)                       | UFC on ESPN: Kara-France vs. Albazi        | 3 de junio de 2023       | 1     | 0:23   | Las Vegas, Nevada                | Actuación de la Noche. |
| Derrota       | 35–17 (1) | Alexander Hernandez | Decisión (unánime)                  | UFC Fight Night: Andrade vs. Blanchfield   | 18 de febrero de 2023    | 3     | 5:00   | Las Vegas, Nevada                | |
| Victoria      | 35–16 (1) | Donald Cerrone      | Sumisión técnica (guillotine choke) | UFC 276                                    | 2 de julio de 2022       | 2     | 1:32   | Las Vegas, Nevada                | Pelea en peso wélter. |
| Victoria      | 34–16 (1) | Nikolas Motta       | TKO (golpes)                        | UFC Fight Night: Walker vs. Hill           | 19 de febrero de 2022    | 2     | 1:58   | Las Vegas, Nevada                | |
| Victoria      | 33–16 (1) | Erick González      | KO (puñetazo)                       | UFC Fight Night: Ladd vs. Dumont           | 16 de octubre de 2021    | 2     | 0:14   | Las Vegas, Nevada                | Actuación de la Noche. |
| Derrota       | 32–16 (1) | Joe Solecki         | Decisión (unánime)                  | UFC on ABC: Vettori vs. Holland            | 10 de abril de 2021      | 3     | 5:00   | Las Vegas, Nevada                | |
| Derrota       | 32–15 (1) | Vinc Pichel         | Decisión (unánime)                  | UFC 252                                    | 15 de agosto de 2020     | 3     | 5:00   | Las Vegas, Nevada                | |
| Victoria      | 32–14 (1) | Roosevelt Roberts   | Sumisión (armbar)                   | UFC on ESPN: Blaydes vs. Volkov            | 20 de junio de 2020      | 1     | 2:25   | Las Vegas, Nevada                | Peso pactado (160 lbs). Actuación de la Noche. |
| Derrota       | 31–14 (1) | Scott Holtzman      | Decisión (unánime)                  | UFC Fight Night: Anderson vs. Błachowicz 2 | 15 de febrero de 2020    | 3     | 5:00   | Río Rancho, Nuevo México         | Pelea de la Noche. |
| Victoria      | 31–13 (1) | Clay Guida          | Sumisión técnica (guillotine choke) | UFC on ESPN: Covington vs. Lawler          | 3 de agosto de 2019      | 1     | 0:58   | Newark, Nueva Jersey             | |
| Victoria      | 30–13 (1) | Jason Gonzalez      | Sumisión (rear-naked choke)         | UFC Fight Night: Jacaré vs. Hermansson     | 27 de abril de 2019      | 1     | 2:12   | Sunrise, Florida                 | Actuación de la Noche. |
| Derrota       | 29–13 (1) | Charles Oliveira    | Sumisión (rear-naked choke)         | UFC on Fox: Lee vs. Iaquinta 2             | 15 de diciembre de 2018  | 1     | 1:15   | Milwaukee, Wisconsin             | |
| Victoria      | 29–12 (1) | Alex White          | Sumisión (rear-naked choke)         | UFC 228                                    | 8 de septiembre de 2018  | 1     | 1:29   | Dallas, Texas                    | |
| Derrota       | 28–12 (1) | Dan Hooker          | KO (rodillazo)                      | UFC Fight Night: Barboza vs. Lee           | 21 de abril de 2018      | 1     | 3:00   | Atlantic City, New Jersey        | |
| Derrota       | 28–11 (1) | Francisco Trinaldo  | Decisión (unánime)                  | UFC Fight Night: Brunson vs. Machida       | 28 de octubre de 2017    | 3     | 5:00   | Sao Paulo                        | |
| Derrota       | 28–10 (1) | Anthony Pettis      | Decisión (unánime)                  | UFC 213                                    | 8 de julio de 2017       | 3     | 5:00   | Las Vegas, Nevada                | |
| Derrota       | 28–9 (1)  | Dustin Poirier      | Decisión (mayoritaria)              | UFC 208                                    | 11 de febrero de 2017    | 3     | 5:00   | Brooklyn, New York               | Pelea de la Noche. |
| Victoria      | 28–8 (1)  | Thiago Alves        | Decisión (unánime)                  | UFC 205                                    | 12 de noviembre de 2016  | 3     | 5:00   | New York City, New York          | Pelea en peso pactado (162.6 lbs); Alves no dio el peso.                                                                                             |
| Victoria      | 27–8 (1)  | Joe Lauzon          | Decisión (dividida)                 | UFC on Fox: Maia vs. Condit                | 27 de agosto de 2016     | 3     | 5:00   | Vancouver, British Columbia      | Pelea de la Noche. |
| Victoria      | 26–8 (1)  | Takanori Gomi       | TKO (golpes)                        | UFC 200                                    | 9 de julio de 2016       | 1     | 2:18   | Las Vegas, Nevada                | |
| Derrota       | 25–8 (1)  | Diego Sánchez       | Decisión (unánime)                  | UFC 196                                    | 5 de marzo de 2016       | 3     | 5:00   | Las Vegas, Nevada                | |
| Derrota       | 25–7 (1)  | Michael Chiesa      | Sumisión (rear-naked choke)         | UFC Fight Night: Namajunas vs. VanZant     | 10 de diciembre de 2015  | 2     | 2:57   | Las Vegas, Nevada                | Pelea de la Noche. |
| Victoria      | 25–6 (1)  | Danny Castillo      | Decisión (dividida)                 | UFC on Fox: Dillashaw vs. Barão 2          | 25 de julio de 2015      | 3     | 5:00   | Chicago, Illinois                | |
| Derrota       | 24–6 (1)  | Beneil Dariush      | Decisión (unánime)                  | UFC on Fox: Machida vs. Rockhold           | 18 de abril de 2015      | 3     | 5:00   | Newark, Nueva Jersey             | |
| Derrota       | 24–5 (1)  | Donald Cerrone      | KO (patada a la cabeza y golpes)    | UFC Fight Night: Cerrone vs. Miller        | 16 de julio de 2014      | 2     | 3:31   | Atlantic City, Nueva Jersey      | |
| Victoria      | 24–4 (1)  | Yancy Medeiros      | Sumisión (guillotine choke)         | UFC 172                                    | 26 de abril de 2014      | 1     | 3:18   | Baltimore, Maryland              | |
| Victoria      | 23–4 (1)  | Fabrício Camões     | Sumisión (armbar)                   | UFC 168                                    | 28 de diciembre de 2013  | 1     | 3:42   | Las Vegas, Nevada                | |
| Sin resultado | 22–4 (1)  | Pat Healy           | Sin resultado (anulado)             | UFC 159                                    | 27 de abril de 2013      | 3     | 4:02   | Newark, Nueva Jersey             | Originalmente una victoria por sumisión técnica (rear-naked choke) para Healy; anulado luego de que diera positivo por marihuana. Pelea de la Noche. |
| Victoria      | 22–4      | Joe Lauzon          | Decisión (unánime)                  | UFC 155                                    | 29 de diciembre de 2012  | 3     | 5:00   | Las Vegas, Nevada                | Pelea de la Noche; Pelea del Año (2012). |
| Derrota       | 21–4      | Nate Diaz           | Sumisión (guillotine choke)         | UFC on Fox: Diaz vs. Miller                | 5 de mayo de 2012        | 2     | 4:09   | East Rutherford, Nueva Jersey    | Eliminatoria por el título. |
| Victoria      | 21–3      | Melvin Guillard     | Sumisión (rear-naked choke)         | UFC on FX: Guillard vs. Miller             | 20 de enero de 2012      | 1     | 2:04   | Nashville, Tennessee             | Sumisión de la Noche. |
| Derrota       | 20–3      | Benson Henderson    | Decisión (unánime)                  | UFC Live: Hardy vs. Lytle                  | 14 de agosto de 2011     | 3     | 5:00   | Milwaukee, Wisconsin             | |
| Victoria      | 20–2      | Kamal Shalorus      | TKO (rodillazo y golpes)            | UFC 128                                    | 19 de marzo de 2011      | 3     | 2:15   | Newark, Nueva Jersey             | |
| Victoria      | 19–2      | Charles Oliveira    | Sumisión (kneebar)                  | UFC 124                                    | 11 de diciembre de 2010  | 1     | 1:59   | Montreal                         | Sumisión de la Noche. |
| Victoria      | 18–2      | Gleison Tibau       | Decisión (unánime)                  | UFC Fight Night: Marquardt vs. Palhares    | 15 de septiembre de 2010 | 3     | 5:00   | Austin, Texas                    | |
| Victoria      | 17–2      | Mark Bocek          | Decisión (unánime)                  | UFC 111                                    | 27 de marzo de 2010      | 3     | 5:00   | Newark, Nueva Jersey             | |
| Victoria      | 16–2      | Duane Ludwig        | Sumisión (armbar)                   | UFC 108                                    | 2 de enero de 2010       | 1     | 2:31   | Las Vegas, Nevada                | |
| Victoria      | 15–2      | Steve Lopez         | TKO (lesión de espalda)             | UFC 103                                    | 19 de septiembre de 2009 | 2     | 0:48   | Dallas, Texas                    | |
| Victoria      | 14–2      | Mac Danzig          | Decisión (unánime)                  | UFC 100                                    | 11 de julio de 2009      | 3     | 5:00   | Las Vegas, Nevada                | |
| Derrota       | 13–2      | Gray Maynard        | Decisión (unánime)                  | UFC 96                                     | 7 de marzo de 2009       | 3     | 5:00   | Columbus, Ohio                   | |
| Victoria      | 13–1      | Matt Wiman          | Decisión (unánime)                  | UFC: Fight for the Troops                  | 10 de diciembre de 2008  | 3     | 5:00   | Fayetteville, Carolina del Norte | Pelea de la Noche. |
| Victoria      | 12–1      | David Baron         | Sumisión (rear-naked choke)         | UFC 89                                     | 18 de octubre de 2008    | 3     | 3:19   | Birmingham                       | Sumisión de la Noche. |
| Victoria      | 11–1      | Bart Palaszewski    | Decisión (unánime)                  | IFL: New Jersey                            | 16 de mayo de 2008       | 3     | 5:00   | East Rutherford, Nueva Jersey    | |
| Victoria      | 10–1      | Chris Liguori       | Sumisión (guillotine choke)         | Ring of Combat 18                          | 7 de marzo de 2008       | 2     | 2:22   | Atlantic City, Nueva Jersey      | Ganó el Campeonato Vacante de Peso Ligero de ROC. |
| Victoria      | 9–1       | Chris Liguori       | TKO (parada médica)                 | Ring of Combat 17                          | 30 de noviembre de 2007  | 2     | 5:00   | Atlantic City, Nueva Jersey      | |
| Victoria      | 8–1       | Nuri Shakir         | Sumisión (rear-naked choke)         | Battle Cage Xtreme 3                       | 20 de octubre de 2007    | 3     | 2:17   | Atlantic City, Nueva Jersey      | Ganó el Campeonato de Peso Weltér de USKBA. |
| Victoria      | 7–1       | Anthony Morrison    | Sumisión (triangle choke)           | Cage Fury FC 5                             | 23 de junio de 2007      | 1     | 4:56   | Atlantic City, Nueva Jersey      | Defendió el Campeonato de Peso Ligero de CFFC. |
| Victoria      | 6–1       | Al Buck             | Sumisión (rear-naked choke)         | Cage Fury FC 4                             | 13 de abril de 2007      | 1     | 1:58   | Atlantic City, Nueva Jersey      | Ganó el Campeonato de Peso Ligero de CFFC. |
| Derrota       | 5–1       | Frankie Edgar       | Decisión (unánime)                  | Reality Fighting 14                        | 18 de noviembre de 2006  | 3     | 5:00   | Atlantic City, Nueva Jersey      | Por el Campeonato de Peso Ligero de RF. |
| Victoria      | 5–0       | James Jones         | Sumisión (triangle choke)           | Combat in the Cage: Marked Territory       | 30 de septiembre de 2006 | 2     | 1:55   | Lincroft, Nueva Jersey           | |
| Victoria      | 4–0       | Muhsin Corbbrey     | Sumisión (armbar)                   | Reality Fighting 13                        | 5 de agosto de 2006      | 2     | 3:35   | Wildwood, Nueva Jersey           | Ganó el Campeonato de Peso Ligero de RF. |
| Victoria      | 3–0       | Joseph Andujar      | Sumisión (arm-triangle choke)       | Reality Fighting 12                        | 29 de abril de 2006      | 1     | 1:04   | Atlantic City, Nueva Jersey      | |
| Victoria      | 2–0       | Kevin Roddy         | Sumisión (rear-naked choke)         | Reality Fighting 11                        | 11 de febrero de 2006    | 1     | 1:31   | Atlantic City, Nueva Jersey      | |
| Victoria      | 1–0       | Eddie Fyvie         | Decisión (unánime)                  | Reality Fighting 10                        | 19 de noviembre de 2005  | 2     | 5:00   | Atlantic City, Nueva Jersey      | Debut en peso ligero. |